# لويز بوشنر
لويز بوشنر (بالإنجليزية: Luise Büchner)‏ (12 يونيو 1821، دارمشتات في ألمانيا - 28 نوفمبر 1877، دارمشتات في ألمانيا)؛ كاتِبة وشاعرة ألمانية.